# Colobothea destituta
Colobothea destituta là một loài bọ cánh cứng trong họ Cerambycidae.